# Open Cable Application Platform
Open Cable Application Platform (OCAP) ist eine Software für Unterhaltungselektronik, die in Europa, Asien und Australien etabliert ist. Die Alternativ Multimedia Home Platform (MHP) wird in Nordamerika als Software-Standard für interaktives Fernsehen propagiert. Die Vermarktung erfolgt inzwischen unter der Marke tru2way. Wie MHP gründet auch OCAP auf Java, beide Standards basieren daher auf dem vom DVB-Projekt definierten Globally-Executable-MHP-Standard (GEM). OCAP wurde von den amerikanischen Cable Labs in Zusammenarbeit mit dem DVB-Projekt definiert.
Die Unterschiede zur MHP sind eher gering, die meisten (beziehungsweise GEM-kompatible) Applikationen können daher unverändert auf beiden Systemen laufen.
Gegenüber der MHP-Plattform besitzt OCAP allerdings eine wichtige Erweiterung, die sogenannte Monitor-Applikation. Diese ersetzt den herstellerabhängigen Navigator der MHP durch eine (in der Regel vom Kabelnetzprovider bereitgestellte) OCAP-basierte Applikation mit erweiterten Rechten. Diese übernimmt entsprechend die Aufgaben des Navigators der MHP, das „Look&Feel“ kann aber vom Kabelnetzprovider bereitgestellt werden.
Gegenwärtig existieren zwei Versionen des OCAP-Standards:
- OCAP v1.0 – korrespondiert zu MHP v1.0 (aktuelle Fassung: v1.0.3)
- OCAP v2.0 – korrespondiert zu MHP v1.1 (aktuelle Fassung: v1.1.2)

(Stand April 2005)

## Gemeinsamkeiten mit MHP
Die MHP ist der erste Spross einer größeren Familie weltweit eingesetzter Standards.
Der erste Ableger der MHP war eine Variante für die amerikanischen Kabelnetze, das sogenannte OCAP (Open Cable Application Platform).
OCAP ersetzt einige APIs der MHP, die beispielsweise nur in DVB-Netzen benötigt werden, durch Ersatzlösungen.
Im Laufe der Entwicklung von OCAP entstand dann die Idee, einen DVB-Standard zu definieren, der eine gemeinsame Untermenge von OCAP und MHP beschreibt und auch für andere Varianten taugt. Eine solche gemeinsame Untermenge beschreibt der GEM-Standard (Globally Executable MHP), der die weltweite Verbreitung der MHP fördern soll.
Zurzeit existieren die folgenden, auf GEM aufbauenden Standards:
- die MHP, als Softwareplattform in DVB-Netzen,
- OCAP, als die Plattform für (amerikanische) Kabelnetze,
- ACAP, eine Plattform für die amerikanischen terrestrischen Fernsehnetze,
- ARIB B.23, eine Variante für die japanischen Fernsehnetze (ARIB) und
- BD-J, die Variante für die Blu-ray Disc, die ohne Rundfunkunterstützung auskommt.

Dadurch, dass alle Systeme auf GEM aufbauen, ist es möglich, mit geringem Aufwand Applikationen zu entwickeln, die auf allen diesen System lauffähig sind. Erst wenn spezielle, nur in einzelnen Varianten verfügbare Funktionen genutzt werden sollen, beispielsweise für eine EPG-Applikation, müssen entsprechende Anpassungen vorgenommen werden.
Zukünftige Entwicklungen des MHP-, beziehungsweise GEM-Standards werden außerdem in folgenden Gebieten entwickelt:
- die Unterstützung der Funktionalität von Festplattenrekordern (PVR),
- multimediale Heimvernetzung,
- die Unterstützung von interaktiven HDTV-Formaten,
- interaktive Dienste über breitbandige IP-Verbindungen (z. B. über DSL oder das digitale Kabelnetz) und
- eine abstrakte, XML-basierte Applikationsbeschreibung (PCF, Portable Content Format)